# Anda Uldum
Andreas „Anda“ René Uldum (* 21. April 1979 in Qeqertarsuaq) ist ein grönländischer Politiker (Demokraatit) und Musiker.

## Leben
Anda Uldum ist der Sohn von Nils und Ane Sofie Uldum. Mit seiner Frau Charlotte Marie hat er zwei Kinder. Er ist ausgebildeter Sozialpädagoge und arbeitete als Kinder- und Jugendberater für die Kommuneqarfik Sermersooq. Bekannt wurde er in Grönland vor allem als Gitarrist der Rockband Disko Democratic Republic (DDR).
Er kandidierte erstmals bei der Parlamentswahl 2009 für einen Sitz im Inatsisartut, erreichte das fünftbeste Ergebnis seiner Partei und kam somit für die Demokraatit auf den ersten Nachrückerplatz. Da Jens B. Frederiksen zum Minister ernannt wurde, rückte Anda Uldum ins Parlament auf. 2012 ersetzte er Palle Christiansen als Parteivizevorsitzenden. Bei der Wahl im März 2013 erzielte er das drittbeste Ergebnis unter seinen Parteikollegen, aber weil die Demokraatit diesmal nur zwei Sitze erreichten, kam er dennoch nur auf den ersten Nachrückerplatz. Palle Christiansen trat im Oktober desselben Jahres aus dem Inatsisartut zurück und Anda Uldum nahm seinen Platz ein. Bei der Kommunalwahl 2013 wurde er Mitglied des Kommunalrats der Kommuneqarfik Sermersooq.
Als Jens B. Frederiksen als Parteivorsitzender zurücktrat, wurde Anda Uldum im März 2014 zu seinem Nachfolger gewählt. Bei der Parlamentswahl 2014 konnte er seine Stimmenanzahl mehr als verfünffachen und erhielt einen festen Platz im Inatsisartut. Anschließend wurde er im Kabinett Kielsen I zum Minister für Finanzen und Rohstoffe und zum Vizeregierungschef ernannt, woraufhin er sich von seinem Platz im Kommunalrat zurückzog. Anfang November 2015 ließ er sich zunächst stressbedingt für drei Monate beurlauben. Mitte Januar 2016 teilte Uldum mit, dass er sich aus der grönländischen Politik zurückziehe. Da seine Frau eine Ausbildung in Dänemark beginne, werde er mit seiner Familie dorthin ziehen.